# Neo Psichiko
Neo Psichiko (gr. Νέο Ψυχικό) – miasto w Grecji, w administracji zdecentralizowanej Attyka, w regionie Attyka, w jednostce regionalnej Ateny-Sektor Północny, w gminie Filotei-Psichiko. W 2011 roku liczyło 10 137 mieszkańców. Położone w granicach Wielkich Aten.
Miasto leży na południe od drogi szybkiego ruchu nr 6 która została oddana do użytku w 2001 roku. W latach 2001-2004 wraz z przygotowaniem do igrzysk olimpijskich w Atenach miasto zostało zmodernizowane oraz zostały zbudowane nowe budynki służące poprawie infrastruktury (dworce, przystanki itp). Powierzchnia miasta wynosi zaledwie 1 km² co czyni Neo Psychiko trzecią od końca pod względem wielkości gminą w Grecji. Miasto do połowy lat 50 XX wieku było miastem rolniczym. Postępująca urbanizacja w latach 50 zlikwidowała farmy a miasto przeistoczyło się w dzielnicę biznesową. Do dziś jednak w mieście istnieją liczne parki, a na północy rozciąga się las. Jest to spuścizna po rolniczej historii miasta. Po rozpoczęciu urbanizacja miasto otrzymało status wspólnoty w 1946 roku a status gminy Neo Psychiko otrzymało w 1982 roku.

## Zmiana populacji miasta[potrzebnyprzypis]
| Rok  | Populacja | Zmiana        | Gęstość      |
| ---- | --------- | ------------- | ------------ |
| 1981 | 11,467    | -             | 11,467.0/km² |
| 1991 | 12,023    | +556/+4.85%   | 12,023.0/km² |
| 2001 | 10,848    | -1,175/-9.77% | 10,848.0/km² |